# John Osbaldiston Field
John Osbaldiston Field, né le 30 octobre 1913 à Southsea et mort le 22 février 1985, est un administrateur colonial britannique qui fut le dernier commissaire résident des îles Gilbert et Ellice à partir du 9 janvier 1970, puis, à partir du 1er janvier 1972, le premier gouverneur de cette colonie de la Couronne. 

## Biographie

### Famille et études
John Osbaldiston Field est l'un des trois enfants de Frank Osbaldiston Field, originaire de Gosport, dans le Hampshire, et de Gertrude Caroline Perrin, originaire de Natal, en Afrique du Sud. Il fait ses études à la Stellenbosch Boys School en Afrique du Sud et au Magdalene College de Cambridge.

### Carrière
De 1962 à 1968, il est le gouverneur de Sainte-Hélène, Ascension et Tristan da Cunha. Auparavant, il est commissaire du Cameroun britannique jusqu'à sa partition entre le Nigeria et le Cameroun en 1961. 

### Mort
John Osbaldiston Field meurt le 22 février 1985 à l'âge de 71 ans.